# Mi gente linda, mi gente bella
Mi gente linda, mi gente bella es una película colombiana de comedia del año 2012.

## Sinopsis
Mientras en el exterior los colombianos son los malos, en Colombia los extranjeros son los reyes. Y Vigo, un sueco que llega a Colombia, no será la excepción: será recibido como un hijo pródigo. Pronto descubrirá que aún con tanto calor humano, en el país del Sagrado Corazón de Jesús, el realismo mágico se vive en medio del caos, el ímpetu y la irreflexión, que entre lágrimas y risas desdibuja la delgada línea entre el bien y el mal. Vigo entenderá así cuál es el verdadero significado de la malicia indígena; que “ser berraco” no sólo es cosa de machos; que el fútbol es la pasión que enciende los corazones y que sobrevivir en este paraíso tropical es una aventura en la que Vigo descubre la esencia del sentir patrio y lo mejor de los colombianos: las colombianas.

## Elenco
- Conor James McShannon
- Brenda Hanst
- Sara Corrales
- Aída Morales
- César Mora
- Julián Orrego
- María Teresa Carrasco Rey

## Ficha técnica
- Director: Harold Trompetero
- Director de fotografía: Manuel Castañeda
- Montaje: Dago García y Carolina Silva
- Director De Arte: Hernan Garcia
- Producción: Dago García Producciones Ltda
- Guion: Dago García, Jonny Ortiz Y Héctor Rodríguez
- Gerente De Producción: Adriana Rosas
- Sonido Directo: Alejandro Fábregas